# Willamette (meteoryt)
Willamette – meteoryt żelazny z grupy III AB, znaleziony w 1902 roku przy rzece Willamette w stanie Oregon w USA. Meteoryt Willamette waży 14 150 kg i jest największym meteorytem znalezionym w Stanach Zjednoczonych. Obecnie znajduje się Amerykańskim Muzeum Historii Naturalnej.
Meteoryt ten był wykorzystywany przez Indian Clackamas w religijnych rytuałach poprzedzających polowanie.